# Mennas
Mennas ist eine Weissweinsorte, die als Neuzüchtung in Visperterminen im Schweizer Kantons Wallis auf 0,2 Hektaren angebaut wird. Dabei handelt es sich um eine Kreuzung zwischen den Rebsorten Gewürztraminer und Gwäss (Heunisch), der im Wallis seit dem 16. Jahrhundert angebaut wird. 
Die Kreuzung erfolgte nach 15-jähriger Züchtungsarbeit im Jahre 1986 durch den Züchter Hans-Peter Baumann. Die Idee dafür entstand aus dem Wunsch, dem säurearmen aber voluminösen und äusserst fruchtigen Gewürztraminer mehr Säure und dadurch eine bessere Struktur sowie gute Haltbarkeit zu verleihen. Die mittel bis spät reifende Rebe bringt einen vielschichtigen und dichten Weisswein mit eleganter Säurestruktur hervor, der in der Nase sehr fruchtig ist und an Litschi, Ananas und Quitten erinnert.
Mennas wird ausschliesslich von der Kellerei Diroso in Visperterminen angebaut.